# Passage des Carmélites

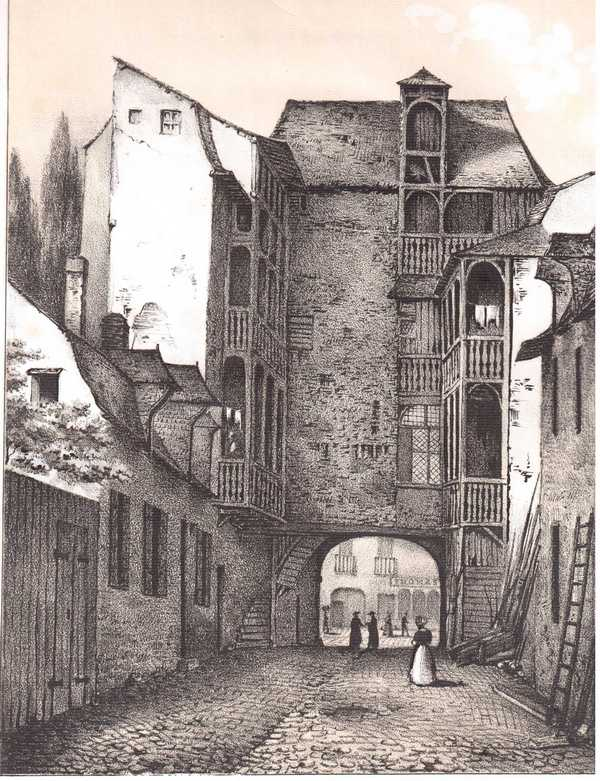
Vue de l'arrière du portail des Carmélites, à Rennes

Le passage des Carmélites est un passage du centre-ville de Rennes, en Ille-et-Vilaine (Bretagne, France).

## Situation et accès
Il part de la rue d'Antrain pour arriver place Hoche.

## Origine du nom
Le passage est une subsistance du convent des Carmélites de Rennes.

## Historique
Le lieu est utilisé depuis l'Antiquité. Plusieurs céramiques sigillées y ont été retrouvées lors de fouilles.

## Bâtiments remarquables et lieux de mémoire
Le portail monumental datant de 1666 et sis au n°2 est inscrit au titre des monuments historiques par arrêté du 30 avril 1969. En 1972, le portail s'effondre alors qu'il est en en cours de restauration,, tuant deux ouvriers. Raymond Cornon, architecte en chef des monuments historiques, décide alors de faire démolir le portail et de le remplacer par un immeuble qu'il a créé.
Au 12 se trouve le dernier atelier d'orfèvrerie de la ville.